# Piero Bortoletto
Piero Bortoletto (Treviso, 9 gennaio 1922 – 28 febbraio 1994) è stato un allenatore di calcio e calciatore italiano, di ruolo attaccante.

## Biografia
Era fratello di Raoul Bortoletto, a sua volta calciatore professionista. Dopo la sua morte è stato istituito un premio in sua memoria.

## Carriera

### Giocatore
Inizia la carriera con il Treviso in Serie C, categoria in cui gioca per tre stagioni consecutive. Disputa poi 4 partite, segnando anche un gol, nella Divisione Nazionale 1943-1944; dopo la guerra gioca un'altra stagione in Serie C, al Montebelluna. Rientrato al Treviso, viene ceduto dalla formazione della Marca e milita nel Conegliano e nuovamente nel Montebelluna. Dopo due stagioni consecutive in terza serie al Brindisi nella stagione 1950-1951 è invece alla Nissena; posto in lista di trasferimento, nell'autunno del 1951 passa al Piacenza. Con gli emiliani segna 6 gol in 23 presenze nel campionato di Serie C 1951-1952, concluso al primo posto. Conclude la carriera trasferendosi alla Sambenedettese, sempre in Serie C, e quindi alla Cavese in IV Serie.

### Allenatore
Nella stagione 1956-1957 ha fatto parte della commissione tecnica che ha allenato il Taranto dalla quindicesima alla diciassettesima giornata del campionato di Serie B. Dalla stagione 1959-1960 ha iniziato a lavorare per il Treviso come allenatore in seconda, ricoprendo questa carica per i successivi 30 anni. Nella stagione 1966-1967 allena anche la squadra Juniores del Treviso, vincendo il titolo nazionale. In diversi periodi ha inoltre allenato la prima squadra (nella stagione 1963-1964 in Serie C per due partite, nella stagione 1970-1971, sempre in C, nella stagione 1971-1972 ed infine anche nella stagione 1978-1979, per una sola partita in Serie C1).

## Palmarès

### Giocatore

#### Competizioni nazionali
- Campionato italiano Serie C: 1

Piacenza: 1951-1952

### Allenatore

#### Competizioni giovanili
- Campionato Juniores: 1

Treviso: 1966-1967